# Magyar Vakok és Gyengénlátók Országos Szövetsége
A Magyar Vakok és Gyengénlátók Országos Szövetsége (MVGYOSZ) az országos szinten működő, a látássérült emberek érdekében tevékenykedő egyesületek szövetsége, amely a látási fogyatékossággal élő személyek érdekképviseletével, az ezen célcsoport igényeire épülő szolgáltatások nyújtásával foglalkozik, továbbá támogatja a tagszervezetei által vállalt célok és feladatok teljesülését is.

## Az MVGYOSZ bemutatása
A Magyar Vakok és Gyengénlátók Országos Szövetsége 1918 óta áll a vak és gyengénlátó emberek szolgálatában. A kormány támogatásával 1901-ben megalakult a Vakokat Gyámolító Országos Segélyező Egyesület. Az első világháború során több magasabb képzettségű katonai személy is elveszítette a látását, akik a háborúból hazatérve nem akartak beletörődni a vakok általános helyzetébe. Kezdeményezték olyan egyesület megalakítását, amelynek mind tagjai, mind pedig vezetői vakok, akik következetesen képviselik saját érdekeiket. A vak hadirokkantak kezdeményezéséhez több polgári vak személy is csatlakozott. Így került sor 1918 szeptemberében a Vakok Szövetsége alakuló közgyűlésének összehívására, amely megalkotta a Szövetség alapszabályát, amelyet az abban az évben megalakult kormány is jóváhagyott, s amely megfelelő keretet biztosított egy magáért tenni kívánó embercsoportnak. Megjelent a társadalom és az egyén felelősségének két pólusa.
Az 1919-es Magyarországi Tanácsköztársaság idején Varga Jenő közgazdász hatékony támogatásával a szociálpolitika egyik legfontosabb feladatának tekintette a csökkent munkaképességűek, köztük a vakok munkába állítását. 1919 után viszont ismét a társadalom karitatív szerepe került előtérbe, mivel 1920-tól bizonyos fokú visszalépés volt tapasztalható az állami részvételben. Már a szövetség megalakulása idején megfogalmazódott egy, a fejlődés irányát meghatározó alapelv és szociális igény, és mindez napjainkig időtállónak bizonyult.
A két világháború között a vakok érdekében két szervezet tevékenykedett: az állam, illetve a társadalom támogatását élvező Vakokat Gyámolító Országos Egyesület és a vakok által életre hívott Vakok Szövetsége. A korabeli szociálpolitika karitatív alapokon állott, így kizárólag az államilag támogatott Vakokat Gyámolító Országos Egyesületnek kedvezett.
1941-ben a két szervezet között együttműködés jött létre, aminek fő oka nem a tevékenység azonossága volt, hanem az, hogy a szövetség elnöke egyben a Vakokat Gyámolító Országos Egyesület igazgatóhelyettesi funkcióját is betöltötte. 1938-ban a szövetség kiadta első rendszeres folyóiratát, a Vakok Világát, amely fórumot biztosított a vak emberek problémáinak megvitatására. 1945 ismét változást hozott a magyarországi vakok életében. Az indulás során újból előtérbe került az állampolgári kezdeményezés, a Vakokat Gyámolító Országos Egyesület beolvadt a Vakok Szövetségébe. 1948-ban felfüggesztették a szövetség autonómiáját és létrehozták a Belügyminisztérium felügyelete alatt működő Vakügyi Tanácsot. Az autonómia elvesztése ellenére 1949-ben megalakult a Vakokat Foglalkoztató Nemzeti Célvállalat. 1952-ben a Vakok Szövetsége részleges autonómiát kapott és az Egészségügyi Minisztérium felügyelete alatt működhetett. A szervezet érdekvédelmi tevékenységét az 1950-es években bővítette és kiterjesztette a magyarországi gyengénlátókra is. Az 1976-ban jóváhagyott alapszabály már a Vakok és Gyengénlátók Országos Szövetsége elnevezést rögzíti.
A Szövetség azon kevés civil szervezetek egyike, amelyek a társadalmi változások mellett fennmaradtak. Így sikerült elérni előbb a vakok, később a gyengénlátók szociális biztonságának javítását. Védett munkakörökben dolgozhattak; cirok- és kefekötőként, kosár- és vesszőfonóként, telefonalközpont-kezelőként, gyógymasszőrként, zenészként, zongorahangolóként élveztek előnyt a foglalkoztatottak között, de sokan önállóan zenetanárként, vagy akár jogászként is megállták helyüket a munkaerőpiacon.
A Szövetség a kulturális és közösségi élet, a speciális képzések gyűjtőhelye volt. Megalakították a Sakkszakosztályt és a Homérosz Kórust. A telefonkezelők és gyógymasszőrök képzése is a szervezetnél zajlott. E két munkakörben dolgozók szakcsoportba is tömörültek, és rendszeres továbbképzéseket szerveztek tagjaiknak. Bálokat rendeztek, egyszóval magukénak érezték a Szövetséget.
Vitéz lovag Rithnovszky János küzdelmének és évtizedes kutyakiképzői tevékenységének köszönhetően jöhetett létre Magyarországon elsőként a Szövetség egyik szolgáltatásaként a Vakvezetőkutya-kiképző Iskola, 1976-ban.
A 2000-es évek elején a jogszabályváltozások miatt mindez átszerveződött. Az országos szövetség megyei tagságának bázisán önálló jogi személyiségű egyesületek alakultak, amelyek a szervezet tagjai lettek. Jelenleg 22 tagegyesületet tömörít, közel 15 ezres tagsággal.

## Társadalmi irányítás
Az MVGYOSZ demokratikus működése társadalmi tisztségviselők bevonásán keresztül valósul meg. Társadalmi szervezetként a legfőbb irányító szerve a 115 főből álló Küldöttgyűlés, míg a Szövetség elvi irányítását a hét főből álló Országos Elnökség látja el. A társadalmi tisztségben dolgozók összessége látássérült, tehát az önirányítás elve teljes körűen érvényesül a Szervezetnél. Ebben rejlik legnagyobb szervezeti értéke. Három főből álló Felügyelő Bizottságon keresztül teljesül a tagság felé a transzparens működés feltétele. A célok hatékony megvalósításának érdekében az Elnökség, a megyei szervezetek és a tagok közötti együttműködés szoros. A megyei szervezetek irányítása a megyei elnökön, elnökségen keresztül valósul meg, azaz a megyei szintű döntéshozatal lehetősége adott 22 helyi szervezetnél. Az országos szövetség működteti az Egyesületek Elnökeinek Tanácsát (EET), melynek működési feltételeit az alapszabályban rögzítette.

## Operatív irányítás
Az MVGYOSZ operatív működésének ellátását 43 fő munkavállaló biztosítja. A Szervezetnél foglalkoztatási formában jelen lévő munkavállalók 45%-a látássérült. A szervezet dolgozói az MVGYOSZ alaptevékenységeinek tervezését, szervezését, lebonyolítását, ellenőrzését látják el.

## A szervezet működése
A szervezet középtávú stratégiai terv mentén hajtja végre a szakmai programok szervezeti szintű diverzifikálását és tematikus akcióterveit. A folyamatokat mutatószámokkal követi le, és folyamatosan hatékonyságnövelésre törekszik. Céljaik között prioritást kap az infokommunikációs akadálymentesítési szolgáltatások körének bővítése. Az alapszabály, valamint a Szervezeti és Működési Szabályzat átdolgozásával racionalizálta a szövetség szervezeti felépítését, támogatva ezzel az önálló munkavégzési folyamatokat. Kiemelt hangsúlyt kapnak a belső képzések, az információáramlás, az önálló munkavégzés ösztönzése, a pályázati kompetencia emelése, a stratégiai szemlélet kialakítása, a szolgáltatói szerepkörrel való azonosulás.

## Főbb szakmai tevékenységei
Az MVGYOSZ 22 tagegyesületén keresztül, és közvetlenül mintegy 15 000 látássérült személy számára nyújtja szolgáltatásait térítésmentesen, vagy a piacinál sokkal alacsonyabb áron. Közhasznú szervezetként azonban bármely igazolhatóan látássérült ember igénybe veheti őket. Ezek az alábbiak:
1. Hangoskönyvtár üzemeltetése
2. Braille-könyvtár üzemeltetése
3. Szövegek Braille-átiratainak elkészítése
4. Kották Braille-átiratainak elkészítése
5. Akadálymentes középiskolai tankönyvek előállítása
6. Iskolai érzékenyítő programok lebonyolítása
7. Érzékenyítő tréningek tartása szolgáltatók részére
8. Vakok Világa folyóirat kiadása Braille-írásos, nagybetűs, síkírásos, elektronikus, hangzó változatban
9. RTV Braille-újság kiadása
10. Elektronikus hírlevél küldése heti rendszerességgel
11. Nemzetközi szintű együttműködések a vakok és gyengénlátók európai, illetve világszövetségeivel
12. Segédeszközbolt üzemeltetése
13. Egyes segédeszközök vásárlásának ártámogatása
14. Vényre felírható segédeszközök forgalmazása
15. Jogsegélyszolgálat biztosítása
16. Vakvezetőkutya-kiképzés, kölyöknevelés, utógondozás
17. Kedvezményes üdültetési lehetőség biztosítása
18. Kulturális, sport és szabadidős programok szervezése
19. Hazai és nemzetközi konferenciák szervezése
20. Okosklub működtetése az okostelefonok látássérült felhasználók körében történő megismertetése, használatuk és a speciális alkalmazások népszerűsítése érdekében
21. Okostelefonok használatának egyéni oktatása

## Kommunikáció, PR, külső kapcsolatok
- Szervezetfejlesztési folyamataikban kiemelten kezelik a kommunikációs és PR fejlesztéseket annak szándékával, hogy a látássérült személyek minél szélesebb köréhez eljuttassák a szervezet által nyújtott szolgáltatásokról az információt és egyben proaktívan lépjenek fel a társadalmi szemléletformálás terén.
- A szövetség lobbimunkájának volt köszönhető a vakok személyi járadékának bevezetése, amelyet később felváltott a fogyatékossági támogatás, illetve a vak személyek számára utazási kedvezmény biztosítása, melyet később kiterjesztettek más fogyatékossággal élő csoportokra is.
- A szövetség elnöke, dr. Nagy Sándor tagja az Országos Fogyatékosságügyi Tanácsnak, az IKOP-nak, a Fogyatékos Emberek Szervezeteinek Tanácsában (FESZT) elnökségi tisztséget lát el, aktív szerepet vállalt a Fogyatékosügyi civil CAUCUS megalapításában.

Országszerte rendszeresen jelenik meg a szervezet külsős, azaz integrált rendezvényeken, ami által megvalósul a közösségépítés, az együttműködés a többségi társadalommal. Minden év októberében megszervezi a nemzetközi fehérbotnapi rendezvényt, amely a látássérült személyek között az összetartozást erősíti, a külvilág irányában pedig jelenlétüket mutatja, és az akadálymentesítés fontosságára hívja fel a figyelmet.